# 6280 Sicardy
6280 Sicardy è un asteroide della fascia principale. Scoperto nel 1980, presenta un'orbita caratterizzata da un semiasse maggiore pari a 2,2221738 UA e da un'eccentricità di 0,1447280, inclinata di 6,55565° rispetto all'eclittica.